# I Państwowe Liceum i Gimnazjum im. Marszałka Józefa Piłsudskiego w Stryju
I Państwowe Liceum i Gimnazjum im. Marszałka Józefa Piłsudskiego w Stryju – polska szkoła z siedzibą w Stryju w okresie II Rzeczypospolitej, od 1938 o statusie gimnazjum i liceum ogólnokształcącego.

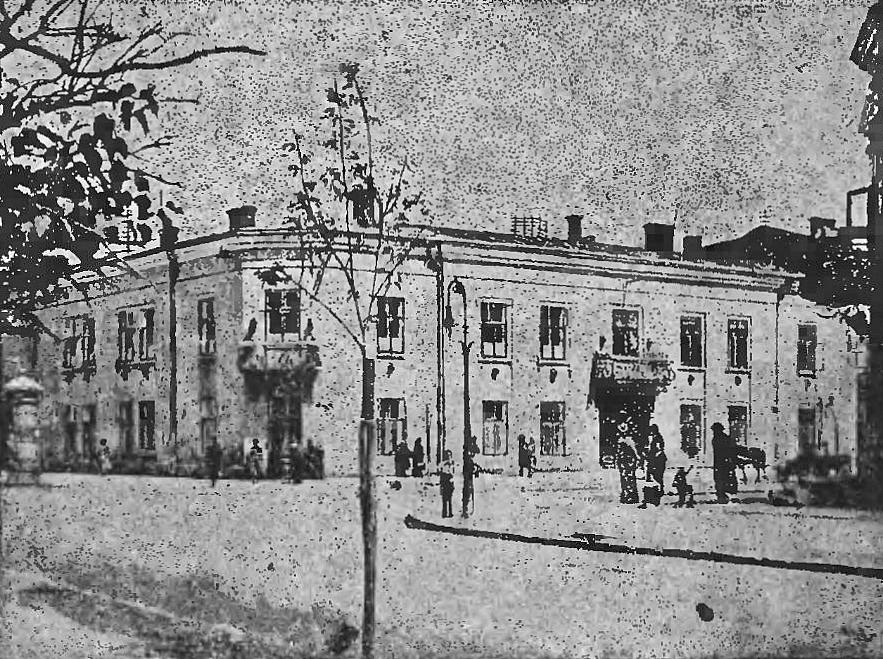
Budynek p. Ettingera przy ul. Andrzeja Potockiego 22 (ok. 1931)

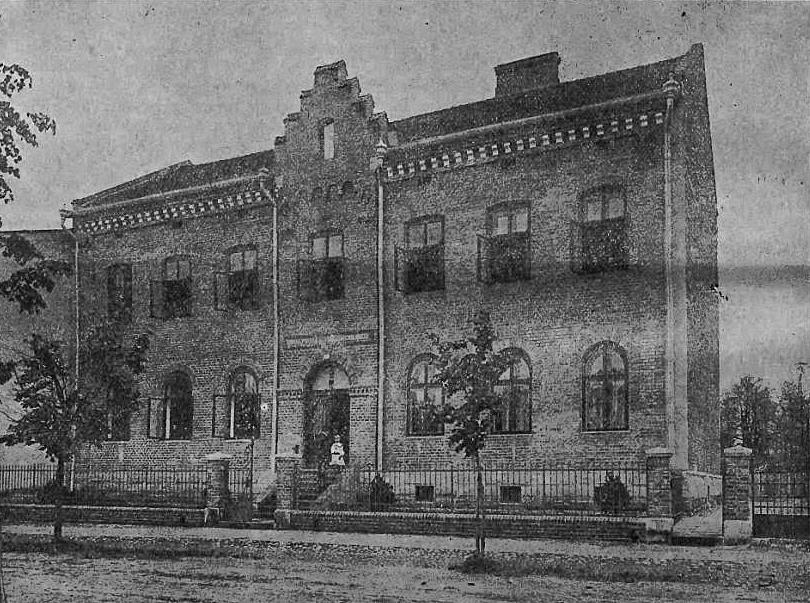
Bursa Polska im. Adama Mickiewicza (ok. 1904)

## Historia
W okresie zaboru austriackiego została założona szkoła realna w 1873. W 1880 została przekształcona w gimnazjum.
Dla ubogich gimnazjalistów w Stryju działały bursy: ruska bursa (od 1896) oraz założona przez dyrektora Karola Petelenza Bursa Polska im. Adama Mickiewicza przy ulicy Kraszewskiego (od 1902).
W 1908 z C. K. I Gimnazjum została wydzielona filia, która w 1921 została przekształcona w samoistne II Państwowe Gimnazjum (później pod patronatem Prezydenta Rzeczypospolitej Ignacego Mościckiego).
Po odzyskaniu przez Polskę niepodległości władze II Rzeczypospolitej utworzyły I Państwowe Gimnazjum w Stryju. W 1926 w gimnazjum w typie klasycznym prowadzono osiem klas w 24 oddziałach, w których uczyło się 1021 uczniów płci męskiej oraz 45 płci żeńskiej. W tym czasie było 15 oddziałów polskich, uczących się w budynku głównym szkoły, oraz 13 oddziałów utrakwistycznych, uczących się w budynku najętym od Towarzystwa Bursy Ruskiej. Oby budynki były połączone telefonicznie, pierwszy był położony przy ul. Tadeusza Kościuszki (od 1935 ul. Józefa Piłsudskiego 6) był jednopiętrowy, a drugi przy ul. Kraszewskiego był dwupiętrowy. W połowie lat 30. drugi budynek mieścił się przy ul. Andrzeja Potockiego 2 (własność Ettingera, u zbiegu z ulicą Juliusza Słowackiego), a ponadto prowadzono zajęcia w trzecim budynku, przy ul. Juliusza Słowackiego 3 (u p. Czuplakiewiczowej). Od roku szkolnego 1935/1936 oddziały klas VI–VIII nadal były prowadzone w typie klasycznym, zaś zmianie uległ ustrój klasy I–III, których oddziały były prowadzone w języku polskim oraz utrakwistycznie w języku ruskim.
Zarządzeniem Ministra Wyznań Religijnych i Oświecenia Publicznego Wojciecha Świętosławskiego z 23 lutego 1937 „I Państwowe Gimnazjum im. Marszałka Józefa Piłsudskiego w Stryju” zostało przekształcone w „I Państwowe Liceum i Gimnazjum im. Marszałka Józefa Piłsudskiego w Stryju” (państwową szkołę średnią ogólnokształcącą, złożoną z czteroletniego gimnazjum i dwuletniego liceum), a po wejściu w życie tzw. reformy jędrzejewiczowskiej szkoła miała charakter męski, a wydział liceum ogólnokształcącego był prowadzony w typie humanistycznym w dwóch oddziałach równoległych.

## Dyrektorzy
- Erazm Misiński (do 1890)[13][14][1]
- Karol Petelenz (1890–1904)[15][16][1]
- Julian Dolnicki (26 VI 1904–1910)[17][18][19][1]
- Jan Tralka (od 1910 z-ca dyr.[20], dyr. od 1911, zm. 03.IV.1916[21])[1]
- Aleksander Frączkiewicz (1916/1917 pozostawał dyr. gimnazjum realnego w Łańcucie[22], dyr. od 1917/1918[23][24])[1]
  - Władysław Hreczkowski (tymcz. kier. 1916/1917[25]
- Piotr Wilk (kier., dyr. od 1 IV 1926[26], do 31.VII.1933)[27][28][29][1]
- Juliusz Adamski (01.IX.1933–)[30][31]

## Nauczyciele
- Jan Bystroń
- Władysław Filar
- Bolesław Keim
- Jan Killar
- Antoni Kwiatkowski
- Leon Lemoch
- Antoni Łukasiewicz
- Jan Oko

## Uczniowie i absolwenci
Absolwenci
- Roman Aftanazy – historyk (1935)
- Emil Dobrzański – oficer (1911)
- Antoni Kaflowski – oficer (1912)
- Antoni Kij – duchowny (1935-1936)
- Ferdinand Lang – nauczyciel, poseł (1907)
- Aleksander Patejdl – oficer (1908)
- Ludwik Rudka – oficer (1908)
- Roman Gliniecki – oficer (1905)
- Józef Koffler – kompozytor (1914)
- Zygmunt Wasserab – oficer (1909)

Uczniowie
- Józef Bach – oficer
- Bronisław Batsch – oficer
- Kazimierz Nizieński – oficer
- Jan Puzdrowski – lekarz
- Tadeusz Śliwak – sportowiec
- Jan Tabaczyński – generał